# Артпоп
Артпоп (англ. art pop) — це умовно визначений стиль попмузики, що зазнав впливу мистецьких теорій, а також ідей з інших сфер мистецтва, таких як мода, образотворче мистецтво, кінематограф і авангардна література. Жанр надихається попартом, який інтегрує «високу» і «низьку» культуру, наголошуючи на знаках, стилі й жестах замість особистісного вираження. Музиканти артпопу можуть відходити від традиційної попаудиторії та усталених канонів рок-музики, досліджуючи постмодерні підходи й ідеї, зокрема статус попмузики як комерційного мистецтва, поняття штучності й особистості, а також питання історичної автентичності.
Починаючи з середини 1960-х років, британські та американські попмузиканти, такі як Браян Вілсон, Філ Спектор і The Beatles, почали впроваджувати ідеї руху попарту у свої записи. Англійські музиканти артпопу черпали натхнення зі своїх навчань у художніх школах, тоді як в Америці стиль розвивався під впливом попхудожника Енді Воргола та його співпраці з гуртом The Velvet Underground. Своєї «золотої епохи» стиль досяг у 1970-х роках завдяки виконавцям глем-року, таким як Девід Бові та Roxy Music, які активно використовували театральність і мотиви масової попкультури.
Традиція артпопу продовжилася наприкінці 1970-х і в 1980-х роках через стилі постпанку, синті-попу та британську сцену «нових романтиків». Стиль розвивався завдяки артистам, які відмовлялися від традиційних рок-інструментів і структур, віддаючи перевагу танцювальним стилям і синтезатору. У 2010-х роках з'явилися нові тенденції в артпопі: хіп-хоп артисти почали звертатися до візуального мистецтва, а представники вейпорвейву досліджували естетику сучасного капіталізму й Інтернету.